# Municipio Pichucalco
Koordinaten: 17° 30′ N, 93° 7′ W
Pichucalco ist ein Municipio im Norden des mexikanischen Bundesstaats Chiapas. Das Municipio hat etwa 30.000 Einwohner und eine Fläche von 595,1 km². Verwaltungssitz und größter Ort des Municipios ist das gleichnamige Pichucalco.
Der Name Pichucalco kommt aus dem Nahuatl und bedeutet „Haus der Wildschweine“.

## Geographie
Das Municipio Pichucalco liegt im Norden des mexikanischen Bundesstaats Chiapas auf Höhen unter 1300 m. Es zählt je zur Hälfte zu den physiographischen Provinzen der Sierra Madre de Chiapas und der südlichen Küstenebene des Golfs von Mexiko und liegt vollständig in der hydrologischen Region Grijalva-Usumacinta. Die Geologie des Municipios wird zu 34 % von Sandstein bestimmt bei 26 % Alluvionen, 21 % Sandstein-Lutit und 10 % Andesit; vorherrschende Bodentypen sind Luvisol (69 %), Acrisol (20 %) und Gleysol (7 %). Etwa 64 % der Gemeindefläche werden von Weideland eingenommen, 20 % dienen dem Ackerbau, 14 % sind bewaldet.
Das Municipio Pichucalco grenzt an die Municipios Juárez, Ixtapangajoya, Ixtacomitán, Chapultenango, Francisco León, Ostuacán und Sunuapa und an den Bundesstaat Tabasco.

## Bevölkerung
Beim Zensus 2010 wurden im Municipio 29.813 Menschen in 7.169 Wohneinheiten gezählt. Davon wurden 316 Personen als Sprecher einer indigenen Sprache registriert, darunter 208 Sprecher des Zoque. Gut 16 Prozent der Bevölkerung waren Analphabeten. 11.036 Einwohner wurden als Erwerbspersonen registriert, wovon gut 76 % Männer bzw. 2,3 % arbeitslos waren. Gut 15 % der Bevölkerung lebten in extremer Armut.

## Orte
Das Municipio Pichucalco umfasst 73 bewohnte localidades, von denen nur der Hauptort vom INEGI als urban klassifiziert ist. Elf Orte hatten zumindest 500 Einwohner, 30 Orte weniger als 100 Einwohner. Die größten Orte sind:
| Ort                                     | Einwohner |
| Pichucalco                              | 14.212    |
| Nuevo Nicapa                            | 01.346    |
| Napana                                  | 00.973    |
| Platanar Abajo 1ra. Sección (La Crimea) | 00.902    |
| Tectuapan                               | 00.833    |